# 柳瀬村 (富山県)
柳瀬村（やなぜむら）は、かつて富山県東礪波郡にあった村。現在の砺波市東北部の柳瀬地区にあたる。村名は中心の柳瀬村からとられた。

## 沿革
- 1889年（明治22年）4月1日 - 町村制の施行により、礪波郡柳瀬村、柳瀬新村、庄中村、東開発村及び下中条村の区域の一部の区域をもって、礪波郡柳瀬村が発足する。
- 1896年（明治29年）3月29日 - 郡制の施行のため、礪波郡が分割して、東礪波郡が発足により、東礪波郡に所属となる。
- 1954年（昭和29年）1月15日 - 東礪波郡砺波町に編入する。

## 村長
- 11代佐藤助九郎
- 12代佐藤助九郎